# 산티아고 로페스 (2006년)
산티아고 로페스(스페인어: Santiago López Grobin, 2006년 4월 28일~)는 아르헨티나의 축구 선수로, 인데펜디엔테와 아르헨티나 연령별 대표팀에서 윙어로 활동하고 있다.

## 어린 시절
아르헨티나 코르도바주 노노에 태어났으며 11세의 나이에 인데펜디엔테 유소년팀에 입단했다.

## 구단 경력
2022년 2월 10일에 구단과 첫 프로 계약을 맺었으며, 2023년 7월 16일에 아르헨티나 프리메라 디비시온에서 센트랄 코르도바와의 경기를 통해 공식 데뷔했다.